# Гаррупы
Гарру́пы (лат. Cephalopholis) — род лучепёрых рыб из семейства каменных окуней (Serranidae). Представители рода широко распространены в тропических районах Атлантического, Индийского и Тихого океанов. В Средиземном море не обнаружены. 

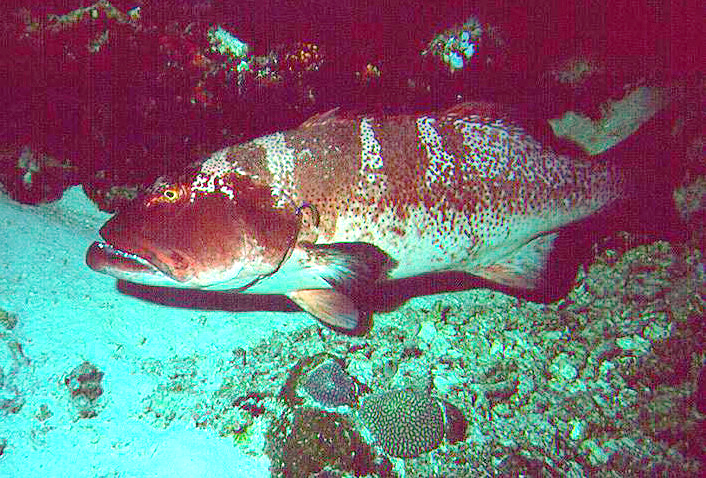
Cephalopholis leopardus

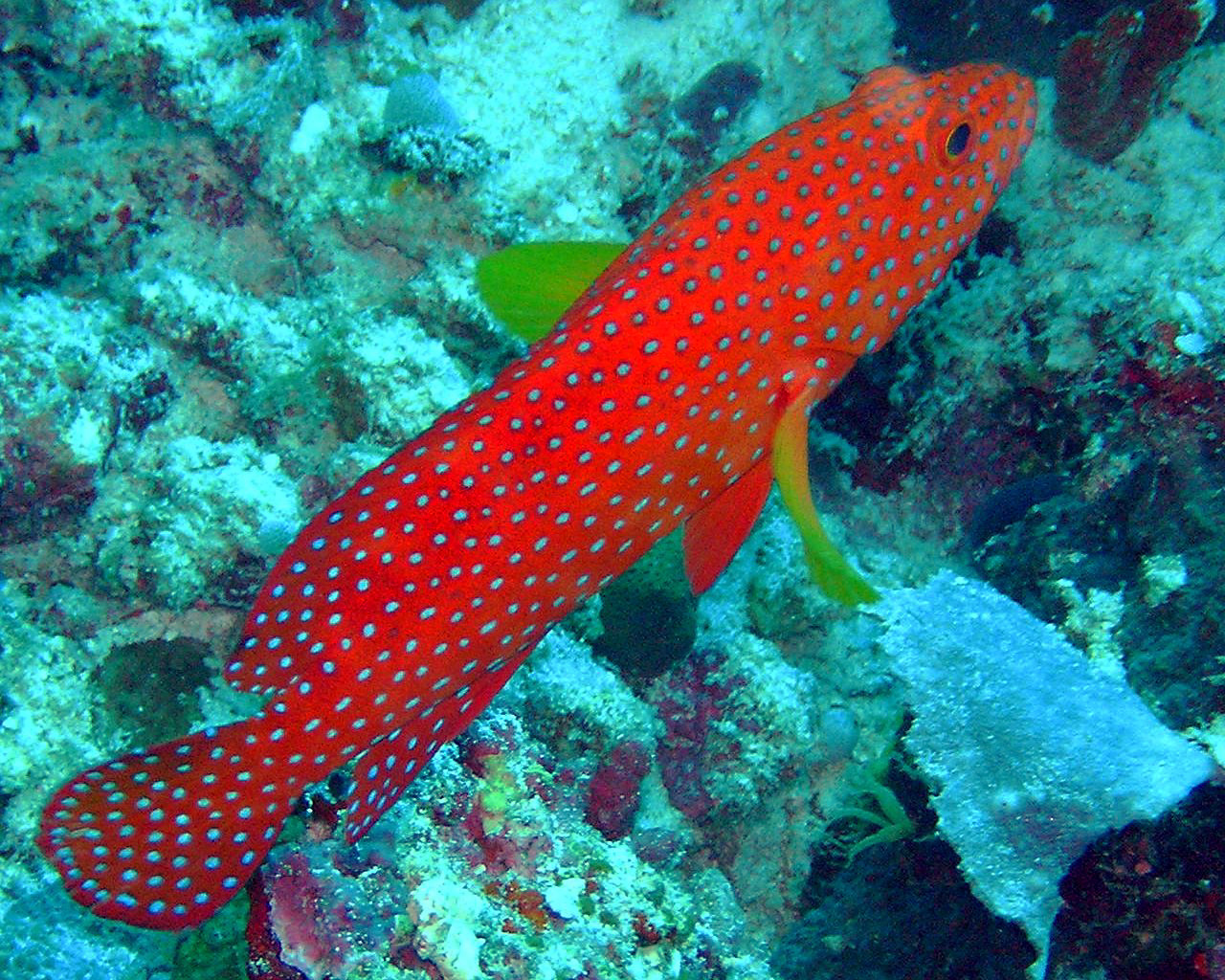
Cephalopholis miniata

## Описание
Тело удлинённое, массивное, несколько сжато с боков, цилиндрической формы; в средней части покрыто ктеноидной чешуёй. Высота тела укладывается 2,0—3,2 раза в стандартную длину тела. Длина головы в 2,2—3,1 раза меньше длины тела. Межглазничное расстояние плоское или слегка выпуклое. Рыло заметно длиннее диаметра глаза. Предкрышка закруглённая с зазубренными краями, но угловая зазубрина не увеличенная. Верхний край жаберной крышки выпуклый. Передние и задние ноздри равны по размерам. На обеих челюстях в передней части есть мелкие клыкообразные зубы; есть зубы на сошнике. У взрослых особей на задней части верхней челюсти отчётливо виден костный набалдашник. Хорошо развита подчелюстная кость. В спинном плавнике 9 жёстких и 13—17 мягких лучей; удлинённых лучей нет. В анальном плавнике 3 жёстких и 7—9 мягких лучей. Хвостовой плавник закруглённый, у некоторых видов усечённый или с небольшой выемкой.
Максимальные размеры представителей разных видов варьируются от 24 до 70 см.

## Классификация
В составе рода выделяют 24 вида:
- Cephalopholis aitha Randall & Heemstra, 1991
- Cephalopholis argus Schneider, 1801 — Павлинья гаррупа, или гаррупа-аргус
- Cephalopholis aurantia (Valenciennes, 1828) — Золотистая гаррупа
- Cephalopholis boenak (Bloch, 1790) — Синеполосая гаррупа, или полосатая гаррупа, или шоколадная гаррупа
- Cephalopholis cruentata (Lacepède, 1802) — Гаррупа-мармита
- Cephalopholis cyanostigma (Valenciennes, 1828)
- Cephalopholis formosa  (Shaw, 1812)
- Cephalopholis fulva  (Linnaeus, 1758) — Гуативера, или жёлтая гаррупа
- Cephalopholis hemistiktos (Rüppell, 1830)
- Cephalopholis igarashiensis Katayama, 1957
- Cephalopholis leopardus  (Lacepède, 1801) — Леопардовая гаррупа
- Cephalopholis microprion (Bleeker, 1852)
- Cephalopholis miniata  (Forsskål, 1775) — Краснопёрая гаррупа
- Cephalopholis nigri  (Günther, 1859)
- Cephalopholis nigripinnis (Valenciennes, 1828) — Черноплавниковая гаррупа[1]
- Cephalopholis oligosticta  Randall & Ben-Tuvia, 1983
- Cephalopholis panamensis  (Steindachner, 1876)
- Cephalopholis polleni  (Bleeker, 1868)
- Cephalopholis polyspila  Randall & Satapoomin, 2000
- Cephalopholis sexmaculata (Rüppell, 1830) — Шестиполосая гаррупа[2]
- Cephalopholis sonnerati  (Valenciennes, 1828) — Сетчатая гаррупа[2]
- Cephalopholis spiloparaea (Valenciennes, 1828)
- Cephalopholis taeniops  (Valenciennes, 1828) — Бурая гаррупа
- Cephalopholis urodeta  (Forster, 1801) — Белохвостая гаррупа[2]

## Распространение и места обитания
Распространены в тропических и субтропических водах всех океанов. Большинство видов встречаются в Индо-Тихоокеанской области; два вида (C. cruentata и C. fulva) — в западной части Атлантического океана и два вида (C. nigri и C. taeniops) — в восточной части Атлантики. Морские бентопелагические рыбы. Обитают у коралловых или скалистых рифов на глубине от нескольких метров до 300 м.